# Aan de Lek bij Elshout
Aan de Lek bij Elshout is een werk van de Nederlandse kunstschilder Jan Weissenbruch uit circa 1854 en bevindt zich in het Teylers Museum.

## Voorstelling
Op het schilderij (olieverf op doek, 63,5 x 84,5 cm) wordt het oude en nieuwe Waardhuis afgebeeld dat iets ten oosten van Rotterdam aan de Lek bij Elshout (Kinderdijk) stond.
In het midden van het schilderij valt het hoogste wit op, het zonlicht op de witte gevel. Het donkerste deel van het schilderij bevindt zich pal daarnaast: het openstaande raam. De onopvallende abstractie en ordening die ook in dit werk tot uiting komt is het handelsmerk van Weissenbruch.